# Friendly Fires
Friendly Fires é uma banda inglesa de St. Albans, Hertfordshire. Possuem contrato com a XL Recordings. Seu álbum auto-intitulado foi lançado dia 1 de Setembro de 2008.

## Biografia
Os três integrantes do Friendly Fires se conheceram na escola St. Albans. Com 14 anos de idade, formaram sua primeira banda, uma banda post-hardcore chamada "First Day Back", que continuou a existir até entrarem na universidade. Durante esse tempo o vocalista Ed Macfarlane lançou suas proprias músicas pela gravadora de músicas eletrônicas Skam e Precinct Recordings. Depois de sairem da universidade formaram uma banda inspirada na dance music. O nome "Friendly Fires" é originario da música de abertura do LP "Always Now" do Section 25. A banda considera o techno da gravadora alemã Kompakt, Carl Craig e Prince como suas maiores influências.
No final de 2007, eles se tornaram a primeira banda independente a aparecer no Channel 4's Transmission Programme. A música Paris foi a 'Música da Semana' nos jornais Guardian e NME, e também na Zane Lowe's Radio 1. Eles fizeram uma turnê por Europa, Japão, Canadá e Estados Unidos. Em maio de 2008 a canção "On Board" foi usada na propaganda do Wii Fit (acessório ao console da Nintendo). On Board também foi usada no trailer do jogo de PlayStation 3 (console da Sony) Gran Turismo 5.
em 8 de abril de 2012, o Friendly Fires tocou no festival Lollapalooza em São Paulo, Brasil.

## Discografia

### EPs
- Photobooth EP (lançado em 1 de novembro de 2006)
  - Photobooth (3:25)
  - It's Over Now (4:12)
  - Your Love (4:45)
- Cross The Line EP (lançado em 11 de junho de 2007)
  - On Board (3:47)
  - Strobe (3:09)
  - Bring Out Your Dead (2:12)
- The Remix EP (lançado em 5 de outubro de 2007)
  - On Board (Nightmoves Mix)
  - Photobooth (Mock & Toof Mix)
  - Bring Out Your Dead (Clark Mix)

### Singles
- Paris (lançado em 10 de dezembro de 2007)
  - Paris (4:00)
  - Ex-Lover (3:52)
- Jump in the Pool (2008)
- Paris (2008)

### Álbuns
- Friendly Fires (lançado em 2008)
- Pala (lançado em 2011)
- Inflourescent (lançado em 2019)